# Klecany
Klecany (deutsch Groß Kletzan) ist eine Stadt in Tschechien. Sie liegt zehn Kilometer nördlich des Stadtzentrums von Prag und gehört zum Okres Praha-východ.

## Geographie
Klecany befindet sich rechtsseitig über dem Moldautal auf der Böhmischen Tafel. Nordwestlich liegt der Naturpark Dolní Povltaví, im Westen die Steinbrüche von Husinec und die Burgstätte Pravý Hradec. Nördlich befindet sich der frühere Militärflugplatz, östlich der Stadt verläuft bei Zdibsko die Autobahn D 8/E 55 mit der Abfahrt 1 „Zdiby“. Zwischen Klecánky und Roztoky verkehrt eine Autofähre über die Moldau. Im Süden liegt das bewaldete Tal des Přemyšlenský potok.
Nachbarorte sind Drasty, Hoštice und Klíčany im Norden, Baštěk, Bašť und Sedlec im Nordosten, Zdibsko und Bořanovice im Osten, Zdiby im Südosten, Veltěž, Přemyšlení und Klecánky im Süden, Roztoky im Südwesten, Husinec im Westen sowie Větrušice im Nordwesten.

## Legenden
Einer Legende zufolge stiftete Přemysl der Pflüger, der angeblich 726 das Dorf Přemyšlení gegründet hat, im Jahre 777 hier eine Kirche und ließ eine Burg errichten, die er seinem treuen Diener schenkte. Weil dieser lahm war, wurde der Platz Klecany genannt. Nach Václav Hájek z Libočan soll sich an dem fruchtbaren Platz mit reichlich Wasser um 719 der lahme Lapák, ein Sohn des Bazák und Neffe des Krok niedergelassen haben.

## Geschichte
Aus archäologischen Funden lässt sich eine Besiedlung seit der Bronzezeit nachweisen. In der ersten Hälfte des 10. Jahrhunderts befand sich hier eine slawische Burg und Begräbnisstätte. Diese wurde im Jahre 2005 als die legendäre Burg Pravý Hradec identifiziert, die neben Levý Hradec und der Prager Burg zu den ältesten Sitzen der Přemyslidenfürsten gehört.

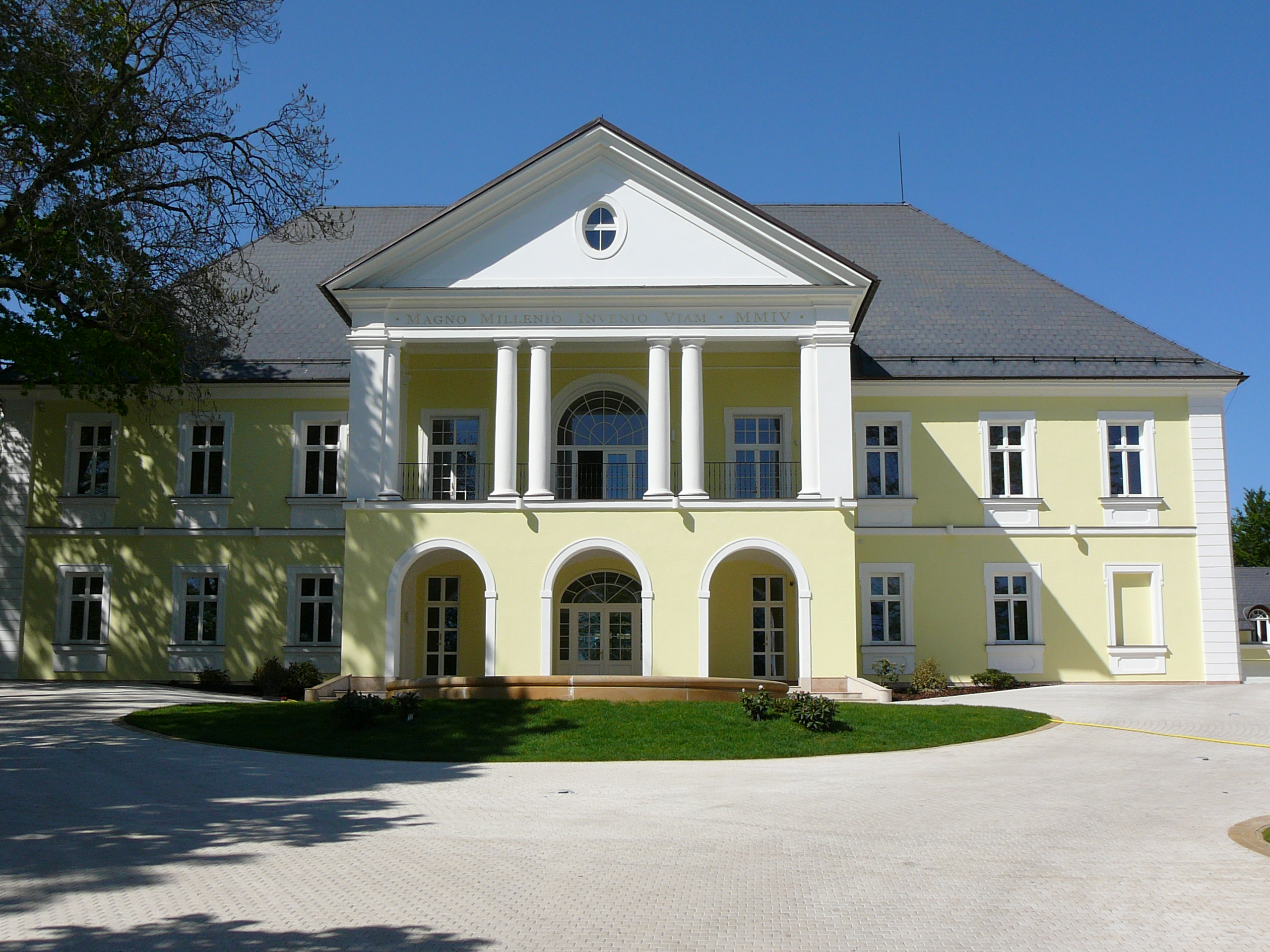
Schloss Klecany

Die erste schriftliche Erwähnung des Dorfes erfolgte im Jahre 1316. Die Existenz einer Feste ist seit 1380 urkundlich belegt. 1507 wurde Klecany auf Betreiben des Besitzers, Zikmund Hromada von Boršice, durch Vladislav II. zur Minderstadt erhoben. Unter den Fürsten Lobkowicz erfolgte zu Beginn des 17. Jahrhunderts der Umbau der Fest zu einem Schloss. Während des Dreißigjährigen Krieges verlor Klecany seine Privilegien. Anna Lobkowicz brachte den Besitz bei ihrer Heirat 1628 in das Fürstenhaus Fürstenberg ein. Diesem folgten die Grafen von Trauttmansdorf. Ab 1691 war Václav Vojtěch von Sternberg Herr auf Klecany. 1727 erwarben die Grafen von Gallas die Herrschaft, die ab 1757 auf die Linie Clam-Gallas überging. In den Jahren 1754 und 1757 weilte Maria Theresia zweimal auf Schloss Klecany. 1803 verkauften die Grafen Clam-Gallas das Schloss Jan Vilém Woborzil, der bereits von den Grafen Lobkowicz die Herrschaft Mühlhausen gepachtet hatte. 1847 erwarb der Zuckerfabrikant Anton Balle das Schloss.
Nach der Aufhebung der Patrimonialherrschaften bildete Klecany ab 1850 eine Gemeinde im Bezirk und Gerichtsbezirk Karolinenthal. Im Jahre 1894 wurde die Familie Benies Besitzer des Schlosses. Nördlich des Schlosses entstand in den 1920er Jahren ein Militärflugplatz. Ab 1928 gehörte die Gemeinde zum Bezirk Praha-venkov. Nach der deutschen Besetzung verkaufte Mathilde, geschiedene Benies, das Schloss Groß Kletzan an die Hitlerjugend.
Im Zweiten Weltkrieg wurde der Flugplatz von der Luftwaffe genutzt. In dieser Zeit erlangte er Bedeutung. Im März 1945 kam es im Luftraum nördlich von Klecany im Zusammenhang mit den amerikanischen Luftangriffen auf das Brabag-Werk Schwarzheide zu einem Luftgefecht. Nach dem Ende des Krieges wurde 1945 bei Klecany ein Internierungslager für Deutsche eingerichtet; in dem Lager verstarben 44 Personen, darunter der Regisseur Svatopluk Innemann und der Rechtshistoriker Otto Peterka. Die Toten wurden neben dem Friedhof beigesetzt. Das Schloss diente zunächst als Schulungszentrum des tschechoslowakischen Jugendverbandes. Ab 1946 kam die Gemeinde zum Okres Praha-sever und seit 1961 gehört sie zum Okres Praha-východ. In den 1950er Jahren wurde der Militärflugplatz aufgelöst. Die Armee nutzte das Gelände weiter und erwarb auch das Schloss. 1990 wurde das Militärgelände aufgegeben und die Gemeinde Klecany erwarb das heruntergewirtschaftete Schloss, das sie 1992 an den Ingenieur Toupalík aus Brno verkaufte. Dieser ließ das Bauwerk weiter verfallen. Im Jahre 2003 kaufte der deutsche Unternehmer und tschechische Boxpromoter Jens Beckhäuser die Schlossruine und sanierte das Bauwerk.
Im Jahre 1994 wurde Klecany zur Stadt erhoben. Im Jahre 2000 wurde bei Ausgrabungen südwestlich von Klecany eine bedeutende slawische Begräbnisstätte aufgefunden. Die Archäologin Naďa Profantová identifizierte nach weiteren Funden den Platz über dem Moldautal mit der Burgstätte Pravý Hradec, deren genaue Lage zuvor bei Klecany vermutet, jedoch nicht bestimmt werden konnte.
Im Jahre 2007 wurden durch den Volksbund Deutsche Kriegsgräberfürsorge aus dem Massengrab des Internierungslagers die nicht mehr einzeln zuordenbaren Gebeine von 41 Verstorbenen des Lagers Klecany geborgen und 2008 in der neuen deutschen Kriegsgräberstätte in Cheb beigesetzt.

## Stadtgliederung
Die Stadt Klecany besteht aus den Ortsteilen Drasty (Drast), Klecánky (Klein Kletzan), Klecany (Groß Kletzan) und Zdibsko (Sperling).

## Sehenswürdigkeiten
- Schloss Klecany, das 1607 aus der mittelalterlichen Feste umgebaute Schloss befand sich bis ins 19. Jahrhundert im Besitz von Adelsfamilien und danach von Industriellen. Im Zweiten Weltkrieg erhielt die Hitlerjugend das Schloss, nach Kriegsende wurde es von der tschechoslowakischen Armee genutzt. Die Gemeinde verkaufte das Schloss nach dem Abzug der Armee. Das Schloss ist seit 2003 der Sitz des Unternehmers und Boxpromoters Jens Beckhäuser.
- wüste slawische Burgstätte Pravý Hradec
- Kirche Mariä Himmelfahrt, erbaut im 14. Jahrhundert
- Statue des hl. Wenzel, aus dem 17. Jahrhundert
- Statue des hl. Johannes von Nepomuk, aus dem 18. Jahrhundert
- Naturpark Dolní Povltaví

## Persönlichkeiten
- Václav Beneš Třebízský, wirkte ab 1876 als Kaplan in Klecany